# 中国人民解放军粤桂边纵队成立旧址
中国人民解放军粤桂边纵队成立旧址，位于中国广东省湛江市廉江市长山镇鲫鱼塘村，为湛江市廉江市的一个市级文物保护单位，类型为近现代重要史迹及代表性建筑，公布时间为1999年9月15日。
中国人民解放军粤桂边纵队成立旧址的历史年代为现代。